# Al Borde del Desastre
Al Borde del Desastre es el duodécimo segundo episodio de la primera temporada de los Thunderbirds, serie de televisión de Gerry Anderson para Supermarionation fue el 11.º episodio producido. El episodio salió al aire primero en ATV Midlands el 24 de febrero de 1966. Fue escrito por Martin Crump y dirigido por David Elliott.

## Sinopsis
Cuando Jeff Tracy, Brains y Tin-Tin abordan monorriel con Warren Grafton, casi acaba en desastre. La vía se ha construido negligentemente por el equipo de Grafton y tomará todos los recursos de Brains y Thunderbird 1 y 2 deberán salvar a los 4 pasajeros. Pero entonces ellos deben hacer que Grafton pague las consecuencias de sus actos tras las rejas.

## Reparto

### Reparto de voz regular
- Jeff Tracy — Peter Dyneley
- Scott Tracy — Shane Rimmer
- Virgil Tracy — David Holliday
- Alan Tracy — Matt Zimmerman
- John Tracy - Ray Barrett
- Tin-Tin Kyrano — Christine Finn
- Lady Penélope Creighton-Ward - Sylvia Anderson
- Aloysius "Nosey" Parker - David Graham
- Brains - David Graham

### Reparto de voz invitado
- Warren Grafton - David Graham
- Harry Malloy - David Graham
- Doolan - Matt Zimmerman
- Selsden - Ray Barrett
- Hugo - Peter Dyneley
- Inversor #2 - Ray Barrett
- Joe (Patrulla 304) - Ray Barrett
- Stan (Patrulla 538) - Matt Zimmerman
- Base de patrullaje - Matt Zimmerman
- Matón con ametralladora - Ray Barrett

## Equipo principal
Los vehículos y equipos vistos en el episodio son:
- Thunderbird 1
- Thunderbird 2 (llevando la Vaina 2)
- Thunderbird 5
- Helijet
- Monorriel Pacífico - Atlántico

## Errores
- Cuando el automóvil de los ladrones sale fuera de control en la sucesión de la apertura, un trozo de follaje cae del cielo en el fondo.
- Cuando Selsden y Malloy intentan abrir la caja fuerte de Penélope, la bombilla en la lámpara de Malloy se pone tan caliente que la lámpara empieza a arder sin llama.
- La sección rota de la vía del monorriel que levanta el Thunderbird 2 fuera del puente es significativamente más larga cuando Virgil pone el vagón abajo en la ladera de la montaña.
- A propósito, el servicio del telegrama interior se retiró en el Reino Unido en 1982.